# Ботино (град)
Ботино (на английски: Bottineau) е град в окръг Ботино, Северна Дакота, Съединени щати. Той е окръжен център на окръга и се намира само на 16 километра южно от границата между Канада и Съединените щати. Населението на града е 2255 жители (по приблизителна оценка от 2017 г.).
Ботино е основан през 1883 г. в окръг Крийк като митническа станция и последна спирка. Името на града е променено на Ботино през 1884 г. в чест на Пиер Ботино (Pierre Bottineau 1814-1895), геодезист, пионер, ловец и трапер.